# Eilema maculosa
Eilema maculosa là một loài bướm đêm thuộc phân họ Arctiinae, họ Erebidae.